# Валикале
Валикале (фр. Walikale) — город в провинции Северное Киву Демократической Республики Конго. Административный центр территории Валикале.
В Валикале находится большое количество месторождений олова и крупных золотых рудников. В частности, рудник Бизи, составляет 80 % экспорта олова из провинции Северного Киву.
Контроль над рудником Бизи является ключевым фактором, вызывающим разногласия в конголезской армии. Рудник обеспечивает более 100 000 долларов ежемесячных налоговых поступлений в пользу местных военнослужащих.

## История
В августе 2010 года 179 женщин были изнасилованы вооруженными повстанцами в окрестностях небольшого города Рувунги на территории Валикале в период с 30 июля по 2 августа.
17 июля 2012 года город Валикале был захвачен повстанческими силами из местного ополчения Май Май Райя Мотумбоки.
10 июня 2014 года губернатор территории Луберо Джой Бокеле обратился за помощью к властям в связи с тяжёлым положением шестисот семей беженцев, которые были вынуждены покинуть свои дома на юге провинции. Семьи прибыли из Валикале, спасаясь от столкновений с ополченческими группировками FDLR и Nduma défense of Congo (NDC). Беженцы были отправлены в такие города, как Касухо, Буньянтенге и Нджиапанда.
30 июля 2016 года специальный представитель Генерального секретаря ООН по вопросу о сексуальном насилии в условиях конфликта Зайнаб Хава Бангура призвала арестовать Нтабо Нтабери Шеку за преступления совершенные повстанцами, чье ополчение несет ответственность за изнасилования в августе 2010 года. ДРК выдало ордер на арест в 2011 году, но Шека баллотировался на пост президента в ноябре 2011 года и оставался на свободе еще шесть лет, прежде чем сдался миротворческим силам ООН в 2017 году.